# Liang occidental
Pour les articles homonymes, voir Liang.
400–421
Entités précédentes :
- Liang septentrional

Entités suivantes :
- Liang septentrional

Le Liang occidental (chinois: 西凉, Hanyu pinyin Xī Liáng) (400-421) était un État de la période des Seize Royaumes de la Chine.
Il a été fondé par la famille Li des Chinois Han. 
Tous les dirigeants du Liang occidental se sont dits de la noblesse Wang.

## Souverains du Liang occidental
1. Li Gao (en) (李暠), règne de 400 à 417
2. Li Xin (en) (李歆), règne de 417 à 420, son fils
3. Li Xun (en) (李恂), règne de 420 à 421, son frère